# Magnifier (Windows)
Magnifier là công cụ phóng đại giúp những người có thị lực kém cũng có khả năng tiếp cận với Microsoft Windows.
Magnifier trở thành công cụ tiêu chuẩn của Windows đầu tiên cùng với Windows 98. Đến nay cùng với Windows 7 đã có nhiều cải tiến đáng kể.

## Phiên bản mới nhất(với Windows 7) có ba chế độ chính
- Chế độ đầy màn hình(full-screen mode): Tất cả các thành phần sẽ được phóng lớn, vị trí sẽ thay đổi khi bạn đưa chuột ra sát lề màn hình. Tất cả sẽ dễ nhìn hơn nhưng nhược điểm là bạn sẽ không thể có được cái nhìn bao quát.
- Chế độ kính lúp(Lens mode.): Vùng không gian xung quanh con chuột màn hình sẽ được phóng to.
- Chế độ vùng riêng(Docked mode): vùng không gian xung quanh con chuột màn hình sẽ được phóng to vào một khung nhỏ nằm trên cùng.

## Vài điểm chú ý
- Nếu máy bạn không hỗ trợ Aero hoặc bạn không bật nó lên thì chỉ dùng được chế độ Docked mà thôi bởi vì hai chế độ kia yêu cầu Aero.
- Để thoát Magnifier có thể dùng tổ hợp phím Win Key+Esc
- Khi đang dùng chế độ toàn màn hình có thể nhấn Ctrl+Alt+Space để xem tất cả màn hình.